# 赫尔曼·达尔贝克
赫尔曼·达尔贝克（瑞典語：Herman Dahlbäck，1891年3月7日—1968年7月16日），生于马尔默，瑞典男子赛艇运动员。他曾代表瑞典参加1912年夏季奥林匹克运动会赛艇比赛，获得男子四人单桨有舵手内桨架银牌。